# والدرون (آرکانزاس)
والدرون (آرکانزاس) (به انگلیسی: Waldron, Arkansas) یک شهر در ایالات متحده آمریکا با جمعیت ۳٬۶۱۸ نفر است که در آرکانزاس واقع شده‌است.

## موقعیت جغرافیایی
موقعیت جغرافیایی شهرها و مناطق اطراف به شرح زیر است: